# Roman Maciejak
Roman Maciejak (ur. 23 października 1988 w Jeleniej Górze) – polski piłkarz występujący na pozycji napastnika.
Prawa do tego zawodnika miała od początku drużyna UKS SMS Łódź. Profesjonalną karierę rozpoczął w 2006 roku, grając na wypożyczeniu w Miedzi Legnica. Następnie na takiej samej zasadzie występował w Zdroju Ciechocinek, Nielbie Wągrowiec. Jako zawodnik Nielby został z 14 trafieniami wicekrólem strzelców II ligi sezonu 2008/2009. Wyprzedził go jedynie kolega z zespołu – Tomasz Mikołajczak.
2 lipca 2009 został wypożyczony do Piasta na rok, z opcją pierwokupu.

## Kariera

### Początki
Roman Maciejak urodził się w Jeleniej Górze. Jako junior, na początku występował w Karkonoszach Jelenia Góra. Potem rozpoczął szkolenie w UKS-ie SMS Łódź, których pierwsza drużyna grała wtedy w klasie okręgowej.

### Miedź Legnica
W 2006 roku trafił na zasadzie wypożyczenia do Miedzi Legnica, która wtedy występowała na zapleczu aktualnej Ekstraklasy. Zadebiutował w sezonie 2006/2007, w meczu 1. kolejki ze Śląskiem Wrocław, przegranym u siebie przez legniczan 0:2. Maciejak zastąpił w 78. minucie Sylwestra Kreta. Poza tym w drużynie Miedzi rozegrał jeszcze tylko jedno spotkanie - z Zagłębiem Sosnowiec.

### Zdrój Ciechocinek
Kolejnym zespołem, do którego wypożyczony był Maciejak jest Zdrój Ciechocinek, będący wtedy w ówczesnej III lidze. Zadebiutował w 5. kolejce, kiedy Zdrój bezbramkowo zremisował na wyjeździe z Mieszkiem Gniezno. Przebywał na boisku przez 86 minut, a zastąpił go Serb Jovica Vecević. Pierwszą bramkę zdobył 4 dni później, w zremisowanym 1:1 meczu z Kaszubią Kościerzyna. Potem przez cały sezon bardzo często rozgrywał mecze w pełnym wymiarze czasowym. W sumie grał 22 razy i zdobył 8 goli. Zobaczył również jedną czerwoną kartkę, w meczu z Nielbą Wągrowiec, kiedy już w 15. minucie opuścił boisko w konsekwencji dwóch żółtych kartek.
Jego zespół zajął na koniec sezonu 15., przedostatnią pozycję w tabeli, która gwarantowała spadek do niższej ligi. Tak też się stało i Zdrój nowy sezon rozpoczął w nowej III lidze (czwarty poziom rozgrywkowy w Polsce).

### Nielba Wągrowiec
Od lata 2008 roku reprezentował barwy Nielby Wągrowiec, grającej w nowej II lidze. Pierwszy mecz rozegrał 26 lipca 2008 w Policach, przeciwko miejscowemu Chemikowi. Grał całe spotkanie, jego zespół zwyciężył 5:2, a Maciejak zdobył w pierwszej połowie klasycznego hat tricka. Przez resztę sezonu bardzo często wychodził w pierwszym składzie zespołu. W sumie trzykrotnie strzelał trzy bramki w jednym spotkaniu. Za każdym razem w jednej połowie. Oprócz wspomnianego wcześniej meczu z Chemikiem trzykrotnie trafiał również z Lechią Zielona Góra i ponownie z Chemikiem Police. W sumie w sezonie 2008/2009 30 spotkań (28 w lidze oraz 2 w Pucharze Polski). Strzelił 14 bramek, w tym wszystkie w lidze, co dało mu drugie miejsce w klasyfikacji na najlepszego strzelca sezonu.
Nielba Wągrowiec zajęła 4. miejsce na koniec sezonu 2008/2009 II ligi, tuż za MKS-em Kluczbork, Pogonią Szczecin i Ślęzą Wrocław.
Na przełomie kwietnia i maja 2009 Maciejak trenował przez kilka dni w greckiej Skodzie Ksanti. Napastnik Nielby pojechał tam nie w celu transferu, lecz nauki i oswojenia się z piłką na wysokim poziomie. 6 maja pojawiła się informacja, że zawodnik wraca do drużyny.

### Piast Gliwice
2 lipca 2009 Roman Maciejak został wypożyczony z Łodzi na rok do Piasta Gliwice, z opcją pierwokupu. W Ekstraklasie zadebiutował 2 sierpnia 2009, w spotkaniu 1. kolejki z Lechem Poznań. Na boisku pojawił się w 56. minucie, zmieniając Jarosława Kaszowskiego. W 69. zdobył honorową bramkę dla swojego zespołu, który spotkanie przegrał 1:3. Przez 8 pierwszych kolejek nie mógł jednak wywalczyć sobie miejsca w pierwszym składzie, jednak w każdym spotkaniu wchodził z ławki rezerwowych. 23 września 2009 grał całe spotkanie przeciwko Polonii Słubice, w 1/16 Pucharu Polski. W 63. minucie, po podaniu Jakuba Biskupa zdobył bramkę na 2:0 dla Piasta. Ostatecznie mecz zakończył się zwycięstwem jego drużyny 2:1 i awansem do dalszej fazy rozgrywek. W 1/8 finału Piast trafił na niżej notowaną drużynę Pogoni Szczecin. W tym meczu Maciejak również wystąpił od pierwszych minut i grał do końca meczu. Pogoń zwyciężyła 2:0 i Piast pożegnał się z rozgrywkami Pucharu Polski już na 1/8 finału. W spotkaniu 12. kolejki Ekstraklasy, rozgrywanym 30 października 2009 po raz pierwszy wystąpił w pierwszej jedenastce klubu z Gliwic. Grał jednak tylko w pierwszej połowie, gdyż w przerwie zastąpił go Daniel Iwan. W kolejnych meczach wchodził już tylko z ławki rezerwowych.
Ogółem w pierwszej części sezonu 2009/2010 16 razy grał w meczach Piasta. Aż 15 rozpoczynał na ławce rezerwowych. Zdobył jedną bramkę. W meczach Pucharu Polski dwukrotnie grał całe spotkanie. Strzelił jedną bramkę. Występował również w 7 meczach Młodej Ekstraklasy. Strzelił 2 gole.

## Statystyki

### Klubowe
Stan na 13 stycznia 2010
| Klub              | Sezon     | Liga    | Liga | Puchary krajowe | Puchary krajowe | Łącznie | Łącznie |
| Klub              | Sezon     | Występy | Gole | Występy         | Gole            | Występy | Gole    |
| ----------------- | --------- | ------- | ---- | --------------- | --------------- | ------- | ------- |
| Miedź Legnica     | 2006/2007 | 2       | 0    | 0               | 0               | 2       | 0       |
| Zdrój Ciechocinek | 2007/2008 | 22      | 8    | 0               | 0               | 22      | 8       |
| Nielba Wągrowiec  | 2008/2009 | 28      | 14   | 2               | 0               | 30      | 14      |
| Piast Gliwice     | 2009/2010 | 16      | 1    | 2               | 1               | 18      | 2       |
| Łącznie           | Łącznie   | 68      | 23   | 4               | 1               | 72      | 24      |